# Entoloma cerifactum
Entoloma cerifactum är en svampart som beskrevs av E. Horak 2008. Entoloma cerifactum ingår i släktet Entoloma och familjen Entolomataceae.   Inga underarter finns listade i Catalogue of Life.